# كارديف هاسكيز
كارديف هاسكيز هو فريق هوكي الزلاجات مقره في كارديف، ويلز. تأسس الفريق على يد آندي ماكنولتي وديفيد "جامو" جيمس[بحاجة لمصدر] عام 1996. يُعتقد أن الفريق هو أقدم فريق هوكي زلاجات في المملكة المتحدة. كارديف هاسكيز هو فريق هوكي الزلاجات الوحيد في ويلز. الفريق جزء من BSHA (الرابطة البريطانية لهوكي الزلاجات).
كارديف هاسكيز هو فريق مختلط شامل للجنسين، يقبل الأعضاء من الأطفال والكبار. يقبلون الأشخاص ذوي القدرات المختلفة، ويشملون أولئك الذين لا يعانون من إعاقات. الهاسكيز هو أحد الفرق الرئيسية التي تساعد في زيادة الوعي بهوكي الزلاجات في الجزر البريطانية، كوسيلة للحصول على المزيد من اللاعبين وإنشاء المزيد من الفرق. بيتربورو فانتومز هو فريق آخر يعلن عن هوكي الزلاجات في الجزر البريطانية.
اعتاد فريق كارديف هاسكيز التدريب في حلبة الجليد الوطنية في ويلز. بعد هدمها عام 2006 لبناء مركز تسوق سانت ديفيدز، كارديف، وتحديدًا متجر جون لويس متعدد الأقسام، يلعبون ويتدربون الآن في آيس أرينا ويلز، خليج كارديف، والذي يعد أيضًا مقرًا لفريق كارديف ديفلز.
في عام 2018 فازوا بالدوري البريطاني لهوكي الجليد البارالمبي. كما حققوا ألقاب الدوري في مواسم 2022 و 2023 و 2024.